# Zakroiiha, Lohvîțea
Zakroiiha (în ucraineană Закроїха) este un sat în comuna Iahnîkî din raionul Lohvîțea, regiunea Poltava, Ucraina.